# نيلز مولر
نيلز مولر (بالإنجليزية: Niels Mueller)‏ هو كاتب سيناريو ومخرج أمريكي، ولد في 1961 في ميلواكي في الولايات المتحدة.

## وصلات خارجية
- نيلز مولر على موقع IMDb (الإنجليزية)
- نيلز مولر على موقع ألو سيني (الفرنسية)
- نيلز مولر على موقع أول موفي (الإنجليزية)
- نيلز مولر على موقع قاعدة بيانات الأفلام السويدية (السويدية)
- نيلز مولر على موقع قاعدة بيانات الفيلم (الإنجليزية)
- نيلز مولر على موقع كينوبويسك (الروسية)